# سوبارو پلیو
سوبارو پلیو (Subaru Pleo) خودرویی است که از سال ۱۹۹۸–کنون تولید شده‌است.
این خودرو در کلاس خودرو کی قرار گرفته و است.
موتور آن ۶۵۸ سی‌سی سیستم جعبه‌دندهٔ آن ۵ دنده به صورت دستی است.